# Gaston Baheux
Pour les articles homonymes, voir Baheux.
Gaston Baheux dit Tonton, Boulonnais né à Brest le 17 juin 1897 et mort à Paris 9e le 14 novembre 1966, est un animateur et patron de cabarets parisiens. Il est une figure de Montmartre, du milieu artistique et du milieu homosexuel des années 1920, 30, 40 et 50.

## Biographie
La famille de Gaston Baheux est de Boulogne-sur-Mer. Son père et son grand-père, charpentiers de marine, sont ouvriers sur les chantiers navals (raison pour laquelle Tonton est né à Brest). Il a trois frères : Louis, Adolphe et Moïse, et une sœur : Germaine. 
Sa jeunesse est celle des enfants de son époque et de son milieu. Il est plutôt bon élève mais il ne poursuit pas au-delà du certificat d'études. Il rentre jeune dans le monde du travail comme vendeur sur les marchés. 
Mobilisé à la fin de 1915, à tout juste 18 ans, il est affecté à partir de janvier 1916, et pour la durée de la guerre, au 25e bataillon de chasseurs à pied. Il est décoré de la croix de guerre avec deux étoiles. 
Après la Première Guerre mondiale il quitte le Pas-de-Calais et s'installe à Paris. Dans les années 1920 il est garçon, puis, devient animateur dans plusieurs cabarets de Montmartre, notamment « La Petite Chaumière », avant d'ouvrir ses propres établissements. Ce sont les « années folles », la fête bat son plein. C'est l'époque de Kiki de Montparnasse, Gaston devient « Tonton de Montmartre ».  
Dans les années 1930, un de ses cabarets (il en dirigera, successivement, sept au total), rue Norvins, s'appelle « Chez Tonton ». Il y aura aussi « La boite à matelote », « Chez Mimi Pinson », « Le bigoudi », etc.
En deux décennies il se bâtit une réputation d'animateur de talent. Il se produit, en alternance avec ses propres affaires, dans divers cabarets et music-halls. Kiki et Tonton sont ensemble à l'affiche du Concert Mayol en 1930. Il noue de nombreuses amitiés dans le monde artistique. Très lié à la comédienne Marguerite Moreno dès le milieu des années 1930, il devient également par son entremise ami de Colette quelques années plus tard. 
En 1939 il est à nouveau appelé sous les drapeaux. En 1940, démobilisé, il rachète à Bob Giguet le « Liberty's bar », place Blanche. Le Tout-Paris, et tout d'abord ceux qui l'ont connu en haut de la Butte, fréquente l'établissement. De Jean Cocteau à Édith Piaf en passant par Mistinguett ou Francis Carco et bien d'autres, l'endroit devient pour les habitués : « Chez Tonton ». 
Tonton assure l'animation, épaulé d'artistes du Liberty's tels Nono ou Jean Janet. Son grand ami Charpini est souvent à l'affiche. Sur une soirée peuvent se succéder une dizaine de : chanteurs, comédiens, travestis, imitateurs, humoristes, etc. confirmés ou débutants. « La grande Jacky » dirige la salle. Louis, un des frères de Tonton, veille sur la cave et les approvisionnements. Quand elles en ont l'age, les filles de Louis s'occupent du vestiaire. 
À partir de 1945 Tonton engage Fifi, un des fils de son frère Adolphe, rentré de captivité. Celui-ci travaille sur la partie artistique du cabaret et joue un rôle de découvreur de nouveaux Talents.   
Jackie Rollin puis Fernand Sardou au long des années 40 et 50 sont des fidèles du lieu. Fernand crée, avec beaucoup d'esprit, des saynètes auxquelles participent également, suivant leurs talents, cuisiniers, garçons et maîtres d'hotel. 
En 17 ans d'existence (jusqu'à sa fermeture en 1957) la scène du « Liberty's » de « Tonton », accueille de très nombreux artistes, tels Pauline Carton, Julien Bouquet, Andrel (Bourvil), Jacques Meyran, Marguerite Deval, Serge Davri, Fréhel, Max Montavon, Jacques Courtois, Andrex, Patrick et Valmence, Robert Lamoureux, Lise Graf, Francis Linel, Marguerite Moréno, Ginette Garcin, Maurice Chevalier, Claude Véga, Pieral,  Line Dariel , Jean Richard, Jacqueline Villon, Charpini et Brancato, Henri Betti, Odette Laure,  Jacqueline Maillan, Paul Peri, Mouloudji, Champi, Roger Pierre et Jean-Marc Thibault, Jacques Pills, Denise Clair, Charles Trenet, Jean Valton, Claude Nougaro, Lilo, Micheline Dax, Jean Constantin, Yana Gani, Gilbert Bécaud, Juliette Gréco, Pepa Carel, Georges Ulmer, Renée Lamy, Mick Micheyl, Lucette Raillat, Marcel Amont, Jean Raymond, Suzanne Gabriello, Raoul, François Deguelt, Claudine Chéret, etc.
On trouve parmi la clientèle des célébrités comme : le roi Farouk, la Môme Moineau, Charles trenet,  Porfiro Rubirosa, Zsazsa Gabor, Mistinguett, l’Aga Kahn, Jean Marais, Jean Cocteau, le Prince Youssoupoff, Francis Carco, le Prince Rainier, Gisèle Pascal, Edith Piaf, Pierre Mac Orlan, Ali Kahn, Rita Hayworth, Maurice Chevalier, Maria Félix, Damia, Suzy Delair, Henri-Georges Clouzot, René Floriot, et bien d'autres. 
Gaston Baheux est aussi un amateur d'art réputé et, là encore, ami d'artistes comme Henri Mahé, Yves Brayer, André Derain, Maurice Utrillo, Leonor Fini, Raoul Dufy, Maurice de Vlaminck, Jean-Dominique Van Caulaert, André Dignimont, Marie Laurencin, Jean Dufy, Gen Paul ou Bernard Buffet. Son goût pour les arts plastiques l'amène à créer au Liberty's les soirées « Rencontres » au début des années 1950.

## Distinctions
- Croix de guerre 1914–1918